# 이파네마

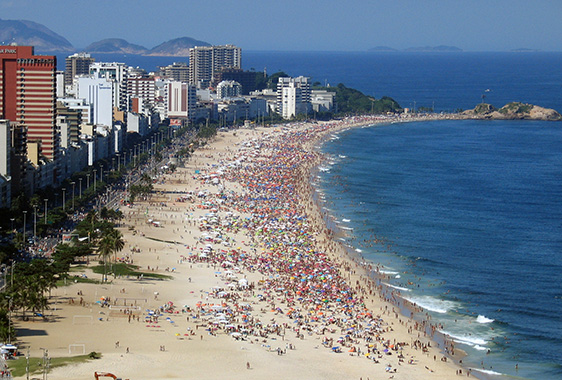
이파네마 해변

이파네마(Ipanema)는 브라질 리우데자네이루주 리우데자네이루의 한 지역이다. 레블론과 아르포아도르 사이에 위치하고 있다. 안토니우 카를루스 조빙이 작곡한 노래 "이파네마에서 온 소녀"는 이 도시를 배경으로 한 것이다.

## 어원
지역명 이파네마는 투피어의 upaba (호수), nem (지독한)을 합친 것으로, 말 그대로 악취가 나는 호수라는 뜻이다.(물론 이는 반어적 표현)